# Knocki jelenés

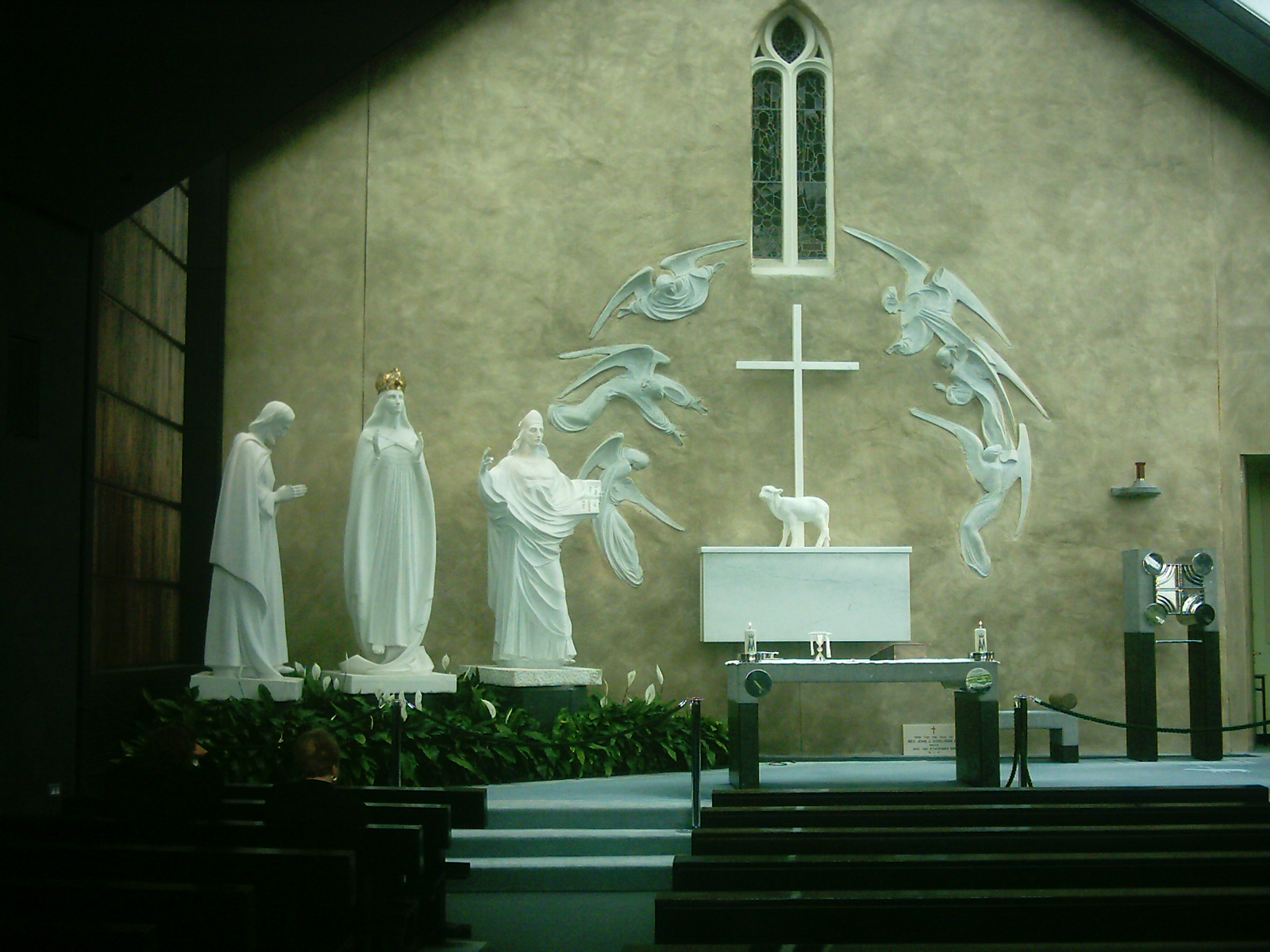
A jelenés alapján felállított oltár

A Knocki jelenés egyike a Szűz Mária-jelenéseknek, melyet a katolikus egyház hitelesnek ítélt a megfelelő vizsgálatok után. Ma a jelenés színhelye Írország nemzeti kegyhelye.

## Történelmi háttér
Látnokok
- Mary McLaughlin 45 éves
- Margaret Beirne 15 éves
- Mary Beirne (vagy Byrne) (később Mary O'Conell)
- Dominik Beirne Junior 19 éves, látva a jelenséget értesítette a szomszédokat.
- Beirne Margit 21 éves
- Beirne Margaret özvegy 68 éves
- Dominick Beirne az apa
- Patrick Hill 14 éves
- Patrick Walsh 65 éves, a szomszédos faluban volt, és aranyszínű fényt látott Knockban. Másnap kérdezgette mi volt az a nagy fény?
- Bridget Trench 75 éves
- Judith Cambell 22 éves, otthagyta a látomás kedvéért haldokló anyját, mire visszasietett anyját földre esve találta, mert az idős asszony is látni akarta a jelenést.
- Chaterine Murray 8 éves
- John Durkan 24 éves
- John Curry 5 éves
- Hugh Flatley 44 éves

Ezekben az időkben a nagy szegénység és a katolikusok elleni fellépések arra kényszerítette az íreket, hogy kivándoroljanak.

## A jelenés
1879. augusztus 21-én egy embercsoport, akik között 75 éves asszony és 5 éves gyermek is volt, szemtanúja volt Szűz Mária, Szent József és János evangélista megjelenésének. A történet szerint Beirne Margit éppen bezárta a templomajtót és utána hazaszaladt az esőben. Otthon épp egy vendégük búcsúzott ezért hazakísérték. Ők fedezték fel, először arra gondolva, hogy papjuk új szobrokat rendelt. Amikor felfedezték, hogy mozognak, akkor hívták a szomszédokat, akik némelyike újabbaknak szólt.
A jelenést a 15 ember 1879-es nyilatkozataiból rekonstruálták. A templom hátsó falánál történt a jelenés. Három alak és egy oltár volt látható, amelyen egy fiatal bárány volt. Mindezek nagy fehér fényességgel voltak láthatóak. Mary Beirne gondolta azt, hogy Szent János lehet az egyik, mert az egyik közeli templom szobrára hasonlított és itt könyvet tartott a kezében, süveg volt rajta, és mintha misét celebrált volna. Patrick Hill megkerülte a jelenség-csoportot és közelről megnézte Szűz Máriát és belenézett a könyvbe ahol vonalakat és betűket látott. Azt is észrevette, hogy míg ők csuromvizesek lettek a jelenség szemlélődése közben a jelenség alakjai szárazon maradtak. Trench Bridget érkezése után rögtön hálát adott térdre zuhanva, hogy a Boldogságos Szűz Mária meglátogatta őket. Ezután megpróbálta átölelni Szűz Mária lábait, de nem tartott semmit a karjaiban.

## Vizsgálat
Taum érseke Dr. John Mac Hale 1879 október 8-án megkezdte a vizsgálatot. Eredményt nem hirdetett, mert ilyenkor óvatosságból az egyháznál az a szokás, éveket várnak, hogy felmerül-e olyan adat, ami a jelenés valódisága mellett vagy ellene szól. Nyilatkozatában azt írta: "A tanúk vallomása egészében véve megbízható és kielégítő volt." Évek során nemzetközi zarándokhellyé vált Knock, és 1936-ig 300 csodás gyógyulás következett be a zarándokhelyen. Köztük van két vak gyógyulásának esete.

## Elismerés
1936-ban az akkori Taum érseke Dr. Gilmartin új bizottságot állított fel, melynek eredményeképpen hivatalos kegyhellyé vált Knock. 57 évvel a jelenés után később már csak két tanút tudtak kihallgatni, akik újra megerősítették vallomásukat. A 86 éves Mary Beirne második vallomása után hat héttel elhunyt.

## Teológiai szimbólumok a jelenésben

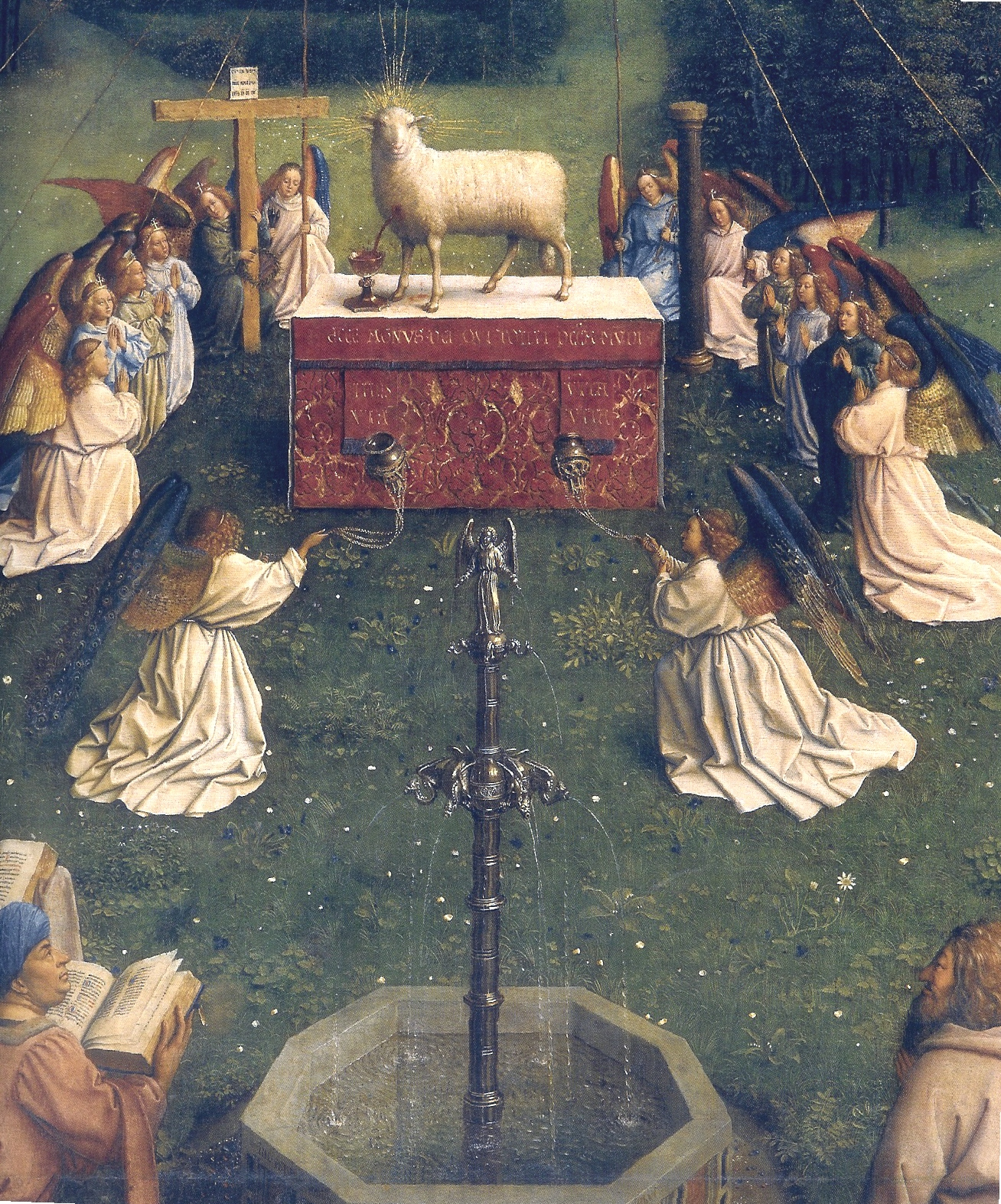
Genti oltár egy részlete, Krisztus jelképével az áldozati báránnyal.

A jelenés hasonlít arra a témára, amelyet Jan van Eyck megfestett a genti oltáron. A középső táblakép a bárány imádásának jelenete, amelynek centrumában Isten báránya, a keresztény jelképrendszer fő szimbóluma, az egész emberiségért meghozott krisztusi áldozat báránya. Az oltárasztal brokátterítőjén latin nyelvű felirat olvasható: „Íme, Isten báránya, aki elveszi a világ bűneit.” Az egyik férfi – aki könyvet tartott a kezében a jelenésben –, süveget viselt, ami magas rangú papot, püspököt mutatott. Szűz Mária fényes koronával jelent meg, királynői méltóságban, és amikor közelről megszemlélte Patrick, akkor látta, hogy homlokán szép rózsa van, ami a tisztaság jele. A patyolatfehér színű ruha, a szentek tisztaságát jelenti. A Jánosnak tulajdonított Jelenések könyve ad útmutatást ebben: „...mert eljött a Bárány menyegzőjének napja. Menyasszonya felkészült. Megadatott neki, hogy ragyogó fehér patyolatba öltözzék. A patyolat a szentek igaz tetteit jelenti.” (Jel 19. 7-8)